# Cimolestes
Cimolestes és un gènere de mamífers placentaris semblants als didèlfids. El gènere aparegué a Nord-amèrica al Cretaci superior i s'extingí durant el Paleocè.
Anteriorment se'ls considerava marsupials, però ara se'ls classifica dins l'ordre Cimolesta (que deu el seu nom a aquest gènere). Es creu que els pangolins i carnívors (és a dir, el clade Ferae) en són els seus parents vivents més propers.